# Frederiksberg Skøjteløberforening
Frederiksberg Skøjteløber Forening eller FSF, var en dansk kunstskøjteløbs sportsforening stiftet i 1870. Sammen med Københavns Skøjteløber Forening (KSF), der blev stiftet i 1869 og med første aktive sæson i 1870, var FSF blandt Danmarks allerførste idrætsforeninger, og sammen med roning, skydning og gymnastik grunden for det moderne begreb, organiseret idræt. Foreningen havde bane på søen og kanalerne i Frederiksberg Have, når vintervejret tillod skøjteløb, og senere den kunstfrosne skøjtebane i hallen Forum København, der er beliggende på Frederiksberg. Foreningens aktiviteter ophørte da skøjtebanen i Forum blev nedlagt i slutningen af 1980'erne.

## Historie
Frederiksberg Skøjteløber Forening blev stiftet af studenter fra H. Schneekloths Skole på Værnedamsvej. Foreningen fik bane i Frederiksberg Have på de romantiske kanaler og søen ved Andebakkeøen, hvorpå der om vinteren blev opstillet et konditortelt med servering. Skøjteløb var dengang, længe før kunstfrosne skøjtebaner eksisterede, naturligvis afhængig af vejrliget og vinterfrost til at gøre isen på sø og kanaler sikker. Kanalerne ved Andebakken var forbeholdt foreningsløbere og kunstskøjteløbere, mens kanalen nedenfor Frederiksberg Slot var offentlig skøjtebane med udlejning af skøjter og et meget blandet publikum. Præstationerne i foreningen var derimod præget af større professionalisme og elegance. Om søndagen var en lille estrade (scene forhøjning) opstillet til et hornorkester, der spillede skøjteløbervalsen og andre populære numre. En kortere periode havde foreningen også bane på KB's anlæg.
Med oprettelsen af Dansk Skøjte Union i 1912, der blev stiftet af de dengang tre skøjteløberforeninger, FSF, KSF og Skøjteløberforeningen af 1876, blev dansk skøjtesport organiseret. Tidligere havde foreningerne selv arrangeret mesterskaber, fortrinsvis for klubbens egne medlemmer, men nogen gange også med gæster fra de andre klubber. Disciplinerne var blandt andet hurtigløb, baglænsløb, spring over op til tre bænke, samt kunstskøjte-figurløb. Desuden arrangeredes fester med udskænkning og opvisningsløb og karneval, hvor et orkester leverede det musikalske islæt. Det blev også opsat lys på banerne, så man kunne løbe om aftenen. Men med etableringen af en union, kunne der nu afholdes egentlige Danmarksmesterskaber.
De første år i unions regi blev en udfordring, da der i hele perioden på 27 år fra 1913 til 1939 kun var fire vintre, kolde nok til skøjtebaneis – i 1930'erne ikke en eneste – til gengæld var der adskillige isvintre de efterfølgende par årtier. Drømmen om evig is blev muliggjort i 1960'erne, hvor de første kunstfrosne skøjtebaner kom til. Østerbro Stadion i København blev den første kunstisbane i 1959, og her holdt FSFs kunstløbere til det første år, sammen med KSF. I 1960 anlagde Brødrene Teicherts en kunstfrossen skøjtebane i Gladsaxe, som FSF rykkede ud til i en længere årrække, da der ikke fandtes faciliteter på Frederiksberg. Foreningen tog i den periode navnforandring til Frederiksberg-Søborg Skøjteløber Forening, og aktiviterne på den naturfrosne bane i Frederiksberg Have ophørte. Med åbningen af kunstisbanen i hallen Forum Købehavn kunne foreningen vende tilbage til Frederiksberg.
FSF havde en kortere periode med kunstfrosne baner, tillige en ishockey afdeling.
Forenings aktiviteter ophørte i forbindelse med nedlæggelse af den kunstfrosne isbane i Forum København i slutningen af 1980'erne. Der var ingen til at overtage hvervet i den efterhånden 120 år gamle forening efter den sidste aktive formand, Harry Meistrup, der havde bestridt posten siden 1955, og på daværende tidspunkt var omkring 90 år gammel. Frederiksberg Skøjteløber Forenings arkiv er deponeret hos Dansk Skøjte Union.

## Danmarksmesterskaber
Kilde: Dansk Skøjte Union.
Kunstskøjteløb, solo, damer:
- 1917: Alice Krayenbühl
- (1918-1921, ingen is)
- 1922: Alice Krayenbühl
- (1923, ingen is)
- 1924: Alice Jeppesen (tdl. Krayenbühl)
- (1925-1928, ingen is)
- 1929: Ingen mester
- (1930-1939) og (1943-1945, ingen is)
- 1948: Eva Meistrup
- (1949-1953, ingen is)
- 1954: Eva Meistrup
- 1956: Eva Meistrup
- (1957-1959, ingen is)
- 1963: Hanne Flygenring
- 1964: Marianne Bæk
- 1965: Marianne Bæk

Kunstskøjteløb, solo, herrer:
- 1940: Per Cock-Clausen
- 1941: Per Cock-Clausen
- 1942: Per Cock-Clausen
- (1943-1945, ingen is)
- 1946: Per Cock-Clausen
- 1947: Per Cock-Clausen
- 1948: Per Cock-Clausen
- (1949-1953, ingen is)
- 1954: Per Cock-Clausen
- 1955: Per Cock-Clausen
- 1956: Per Cock-Clausen
- (1957-1959, ingen is)
- 1960: Per Cock-Clausen
- 1961: Per Cock-Clausen
- 1962: Per Cock-Clausen
- 1963: Per Cock-Clausen
- 1964: Arne Hoffmann
- 1965: Arne Hoffmann
- 1969: Preben Lindenkrone Sørensen
- 1981: Fini Ravn

Kunstskøjteløb, parløb:
- 1940: Inger Weitzmann/Harry Meistrup
- 1941: Inger Weitzmann/Harry Meistrup
- 1942: Inger Weitzmann/Harry Meistrup
- 1948: Eva Meistrup/Harry Meistrup
- 1954: Eva Meistrup/Harry Meistrup
- 1964: Pia Møller/Jørgen Hansen
- (1966-2015, ingen parløbs detagere)[4]

500 meter baglæns løb: (kun afholdt 1912-1929 og hvis is-vinter)
- 1912: Villiam Hastrup

## Nordiske mesterskaber
- 1949: Per Cock-Clausen (sololøb, herrer)
- 1950: Per Cock-Clausen (sololøb, herrer)
- 1951: Per Cock-Clausen (sololøb, herrer)
- 1953: Per Cock-Clausen (sololøb, herrer)
- 1965: Marianne Bæk (sololøb, damer)
- 1983: Fini Ravn (sololøb, herrer)[5]